# Puente de Camas
El Puente de Camas, conocido también como Puente de la Señorita,  es una infraestructura que une la Isla de la Cartuja de Sevilla con el municipio de Camas, de la comarca del Aljarafe, sobre el río Guadalquivir. 

## Historia
Con anterioridad a 1991 la infraestructura servía de puente de la línea ferroviaria Sevilla-Huelva, y fue construido al realizarse la corta de la Cartuja, sobre la cual cruza. Posee un amplio carril bici y una parte de asfalto destinada a vehículos. Muchos conocieron por primera vez de su existencia, cuando en su primera versión en el caso Marta del Castillo, los autores dijeron que este había sido el lugar donde se deshicieron del cuerpo de la menor. Fue usado para el paso de bicicletas, peatones y autobuses del Consorcio Metropolitano pero en marzo de 2013 saltó de nuevo a los medios debido a que fue cerrado,  provocando movilizaciones y recogidas de firmas a favor de que se reabriera. Finalmente se reabrió el 6 de abril de 2013 gracias a un acuerdo de cesión entre Adif y la Consejería de Fomento y Vivienda de la Junta de Andalucía.
El 11 de febrero de 2021 fue cerrado al tráfico, incluso el de peatones y ciclistas, para acometer una obra de seis meses en la que será dotado de una nueva plataforma para tráfico reservado autobuses que comunican Camas con Sevilla. Dicha obra, financiada con fondos FEDER tuvo un presupuesto de 273 747 €. En mayo de 2021, tres meses antes de lo previsto, fue reabierto el carril bus, el carril bici y el acerado para peatones. En el caso del carril bus, solo se podía circular en dirección a Sevilla porque faltaba incorporarle la tecnología necesaria para que el carril fuese reversible, que estaba previsto que estuviese lista para después de aquel verano.